# 2083
2083 هي سنة قادمة في التقويم الميلادي ستكون سنة بسيطة تبدأ يوم الأربعاء وهي السنة 83 من الألفية الميلادية الثالثة وسنة من سنوات القرن الحادي والعشرين